# Ceratopogon curtus
Ceratopogon curtus är en tvåvingeart som beskrevs av Art Borkent och Eileen D. Grogan 1995. Ceratopogon curtus ingår i släktet Ceratopogon och familjen svidknott.
Artens utbredningsområde är Alaska. Inga underarter finns listade i Catalogue of Life.